# Santa Maria (Davao Ocidental)
Santa Maria é um município de  segunda classe de renda municipal (d) na província Davao Ocidental, nas Filipinas. De acordo com o censo de 1 de maio  de  2020 possui uma população de 57 526 pessoas e 14 706 domicílios.